# Гребля Мерджа-Сіді-Абед
Гребля Мерджа-Сіді-Абед (Merdja Sidi Abed) – гідротехнічна споруда на півночі Алжиру. 
Греблю спорудили в 1984 році з метою іригації на основі ресурсу з середньої течії уеду Челіф, який тут тече між хребтами Тель-Атласу у західному напрямку перш ніж прорватись через північний з них та досягнути Середземного моря за сім десятків кілометрів на схід від Орану. Споруда вирізняється серед усіх інших алжирських гребель, оскільки водосховище створили на основі озера, яке лежало біля підніжжя хребта на лівобережжі Челіфа та живилось за рахунок кількох дрібних уедів, що стікають з гір. В межах проекту по периметру озера (за виключенням витягнутої уздовж гір сторони) звели земляну дамбу висотою до 16 метрів та довжиною біля десяти кілометрів, що дозволило створити водойму з об’ємом 54,9 млн м3.  
Ресурс до сховища подається з Челіфа двома способами:
- по гравітаційному каналу довжиною понад 13,5 км, який починається вище по течії та транспортує захоплений з річки ресурс по її лівобережжю;
- за допомогою насосної станції.  
Станом на 2004 рік через замулення об’єм сховища зменшився до 48 млн м3. Після цього організували кампанію із днопоглиблення, під час якої за два роки вилучили 1,8 млн м3 намулу.